# Artworklondon
ArtworkLondon est un collectif d'artistes, fondé à Londres en 2006 par Gabriella Slattery et Frédéric Anicet. Depuis 2006, Artworklondon organise des expositions temporaires d'œuvres originales d'artistes amateurs et professionnelles de la scène internationale dans des espaces commerciaux offerts par des propriétaires temporairement. Cela permet de redynamiser les espaces commerciaux vacants.
ArtworkLondon : Adrian Bacon P O Rourke, Alarna Marie McCarry, Alina gavrielatos, Antonella Fabiani, Benedict Vallas, BeBe Kay, Ben Nathans, brian baldwin, Candida, Clare Monaghan, DAAM LO, Dvorah Silverstein, Elizabeth Norden, Fizle, Frederic Anicet, Gabriella Slattery, Graeme K Davis, Helen Weston, Jack Ryan, Javier Rodrigez, James Durkin, Jindrak - Thomas Davidson, Jim Foreman, Joanna Kay, Joelle Ferly, Judy Ufland, Kevin Edwards, kristo, Laurence Glazier, Leon Hendry, Liomar Brugnara, Mark Marriott, Mary Homes, Michele Oke, Mirek Lisik, Nathalie Plaisance, Nicolas Trieste, Paola Imaginidesign, Paulina Wanowska, Paulyn de Fresnes, Phillip Reeves, Philip Maguire, Raymon Irons, Poppi Majer, Serge Lis, Sheryl Vaughan, Stella Falcon, Stuart Hampton, Tatiana Kartomten, Tessas, Triona Holden, Viliam Slaminka, Vincent Black, Yvette Martin et bien d'autres.